# Laugh Now Kry Later!
Laugh Now Kry Later è un singolo del rapper statunitense YG, pubblicato il 1º maggio 2020 su etichetta Def Jam.

## Tracce
1. Laugh Now Kry Later! – 2:54